# Konstituční zákon
Konstituční zákony (též konstitutivní zákony nebo vztahy) jsou fyzikální zákony udávající, jakým způsobem materiál reaguje na vnější podnět. Podle komplikovanosti úlohy mají tvar od jednoduchých vztahů se základními matematickými operacemi až po tenzorové vztahy s diferenciálním operátorem gradientem. V materiálových modelech udávají specifika zkoumaného materiálu, například jestli se vedení tepla odehrává v kovu (a tok je intenzivní), v polystyrenu (a tok je malý) nebo ve dřevě (a tok je nejsilnější po směru vláken).

## Základní konstitutivní zákony
Nejčastějšími konstitutivními zákony jsou vztahy, které vyjadřují skutečnost, že nerovnoměrným rozložením stavové veličiny v prostoru vniká tok, který se snaží rozložení této veličiny vyrovnat. Příkladem jsou Fourierův zákon (mezi místy s různou teplotou se teplota vyrovnává vedením tepla), Fickův zákon (mezi místy s různou koncentrací látky podléhající difuzi se koncentrace vyrovnává difuzním tokem), Darcyho zákon (mezi místy s různou piezometrickou hladinou dochází k pohybu podzemní vody). Dalšími používanými zákony jsou Ohmův zákon nebo Hookův zákon.

## Různé formulace konstitutivních zákonů
Jeden a tentýž zákon je obvyklé formulovat v různých tvarech dle specifik úlohy a materiálu. Nejběžnější bývá skalární, vektorová a tenzorová formulace, jak jsou rozebrány na příkladě Fourierova zákona níže.

### Skalární formulace Fourierova zákona
Fourierův zákon pro homogenní materiál a ustálený stav má tvar{\displaystyle q=\lambda {\frac {T_{2}-T_{1}}{d}},}kde {\displaystyle q} je tok tepla (přesněji hustota tepelného toku), {\displaystyle T_{1}}a {\displaystyle T_{2}} jsou teploty v místech vzdálených od sebe o hodnotu {\displaystyle d} a {\displaystyle \lambda } je součinitel tepelné vodivosti. Tento tvar využívá pouze základní aritmetické operace, ale je použitelnost je omezená. Zákon nezohledňuje směr toku tepla a nezohledňuje, že spád teploty na úseku délky {\displaystyle d} nemusí být rovnoměrný.

### Vektorová formulace Fourierova zákona
Pokud není rozložení teploty rovnoměrné, je nutno nahradit podíl teploty a vzdálenosti derivací teploty podle polohy (v jedné dimenzi) nebo gradientem (ve více dimenzích). Zpravidla je v modelu také nutno detekovat směr toku tepla (z místa o větší teplotě do místa s menší teplotou) a proto je tok vektorovou veličinou a na pravé straně je záporné znaménko. To vede k trojrozměrné formulaci ve tvaru{\displaystyle {\vec {q}}=-\lambda \nabla T,}která již platí mezi vektorovými veličinami a je použitelná i pro nerovnoměrné rozložení teploty a nerovnovážný stav. Jednotlivé složky toku jsou dány vztahy{\displaystyle q_{i}=-\lambda {\frac {\partial T}{\partial x_{i}}}.}

### Tenzorová formulace Fourierova zákona
Pokud je materiál anizotropní, není obecně tok ve směru opačném ke gradientu teploty (ve směru nejrychlejšího poklesu teploty), ale stáčí se do směru s nejvyšší tepelnou vodivostí. Například u dřeva se tok stáčí do podélného směru dřeva. V takovém případě má Fourierův zákon tvar formálně stejný jako vektorový, tj.{\displaystyle {\vec {q}}=-\lambda \nabla T,}ale součinitel tepelné vodivosti {\displaystyle \lambda } je tenzorem druhého řádu (a v souřadné soustavě má podobu čtvercové matice, tj. {\displaystyle \lambda \in \mathbb {R} ^{3\times 3}}). Ve složkách potom můžeme (s využitím Einsteinovy sumační konvence) psát{\displaystyle q_{i}=-\lambda _{ij}{\frac {\partial T}{\partial x_{j}}}.}Bývá výhodné pracovat v souřadné soustavě, kdy souřadné osy jsou ve vlastních směrech matice {\displaystyle \lambda }. Matice {\displaystyle \lambda } je poté diagonální a k jejímu zadání v trojrozměrné úloze postačí tři hodnoty. Například pro dřevo zadáváme součinitel tepelné vodivosti v anatomických směrech dřeva (v axiálním, v tangenciálním a v radiálním směru ve třech dimenzích nebo v podélném a příčném směru ve dvoudimenzionálním zjednodušení). V případě obecně orientované souřadné soustavy je matice {\displaystyle \lambda } pouze symetrická a k jejímu zadání je nutných šest hodnot.
Stejnými nástroji je možné naformulovat i další konstitutivní zákony. Ty byly zpravidla objeveny experimentálně ve tvaru odpovídající skalární formulaci, jejich moderní formulace je však tenzorová.

## Souvislost s lineární aproximací
Závislost mezi podnětem a reakcí materiálu může být v podstatě libovolná, ale vždy bude procházet nulou (nulový teplotní rozdíl vyvolá nulový tok tepla v případě vedení tepla). Proto se při lineární aproximaci v okolí počátku závislost redukuje na násobení konstantou v případě izotropního materiálu a na násobení maticí v případě anizotropního materiálu. Konstitutivní zákony je tedy možné chápat jako lineární aproximace obecných materiálových vztahů. Vzhledem k této jednotné povaze je například nápadná podobnost mezi Fourierovým, Fickovým a Darcyho zákonem přirozeným jevem. Z těchto zákonů se sice každý týká jiného procesu, ale formálně jsou stejného tvaru.

## Nelineární konstitutivní zákon
Pokud je konstitutivní zákon nelineární, bývá zvykem platnost lineárního vztahu formálně zachovat, ale hodnotu materiálové konstanty z konstitutivního zákon považovat za hodnotu závislou na stavové veličině. Například součinitel tepelné vodivosti může být závislý na teplotě.